# Tamdrup Bisgård
Tamdrup Bisgård er en gammel sædegård. Tamdrup Bisgård ligger 1 km nordvest for Kørup St. Gården ligger i Tamdrup Sogn i Horsens Kommune. Hovedbygningen er opført i 1784 og ombygget i 1894-1895. Tamdrup Bisgård Gods er på 441 hektar med Marienborg og Vrønding Østergård

## Ejere af Tamdrup Bisgård
- (1276-1536) Århus Bispestol
- (1536-1664) Kronen
- (1664-1683) Jacob de Lima / Isak de Lima / Samuel de Lima
- (1683-1688) Henrik Müller
- (1688-1690) Hans Nansen
- (1690-1725) Frederik Olufsen Svane
- (1725-1730) Else Marie Thorup gift (1) Svane (2) Mandix
- (1730-1744) Jens Olesen Mandix
- (1744-1805) Ole Jensen Mandix
- (1805-1813) Johanne Marie Kruse gift (1) Mandix (2) Hasselbalch
- (1813-1826) Steen Hasselbalch
- (1826-1848) Rasmus Secher
- (1848-1887) Otto Arenfeldt Reedtz
- (1887-1888) Otto Arenfeldt Reedtzs dødsbo
- (1888-1908) Jacob M. Lorenzen
- (1908-1961) Anne Johanne Cecilie Ipsen gift Lorenzen
- (1961-1978) Karen Mathilde Nielsdatter Juel gift (1) Bentzen (2) Knuth
- (1978-1999) Jens Laursen / Birgit Laursen
- (1999-) Alan Nissen

## Ekstern henvisning
- Dansk Center for Herregårdsforskning: Tamdrup Bisgård Arkiveret 11. august 2016 hos  Wayback Machine, hentet 19. juli 2016